# Asperges me (Bruckner, 1843)
Asperges me,  WAB 4 ist eine geistliche Motette von Anton Bruckner. Es ist Bruckners erste Vertonung der Antiphon, die zum Asperges verwendet wird.

## Entstehung und Stellung im Gesamtwerk
In den Jahren 1843/44 komponierte Bruckner diese erste Vertonung von „Asperges me“ während seines Aufenthalts in Kronstorf. Wann es damals aufgeführt wurde, ist nicht bekannt.
Das Werk, dessen Originalmanuskript verschollen ist, existiert als Transkription von Arthur Bauer. Die Motette wurde erstmals in Band III/2, S.  140–141 der Göllerich/Auer-Biographie publiziert. Sie ist in Band XXI/4 der Gesamtausgabe enthalten.

## Musik
Das Werk ist eine Vertonung von 32 Takten in F-Dur des „Asperges me“ für gemischten Chor a cappella.
Nach römisch-katholischer Praxis ist das Incipit (Asperges me) nicht komponiert und muss vom Priester in gregorianischer Gesangsweise intoniert werden, bevor der Chor weitergeht. 
Die Partitur besteht aus zwei Teilen. Teil 1 (7 Takte) beginnt mit Domine, hysopo und endet mit dealbabor. Teil 2 (18 Takte) beginnt mit dem Rest des Textes, gefolgt von der Doxologie (Gloria Patri). Danach wird das Incipit vom Chor unisono wiederholt und mit einem da capo des Teils 1 abgeschlossen. 
Der zweite Abschnitt enthält kühne Modulationen, ähnlich der zeitgenössischen Kronstorfer Messe.

## Diskographie
Es gibt eine einzige Aufnahme dieses ersten Asperges me:
- Philipp von Steinäcker, Vocalensemble Musica Saeculorum: Bruckner: Pange lingua - Motetten - CD: Fra Bernardo FB 1501271, 2015